# Bietenvlieg
De bietenvlieg (Pegomya hyoscyami, synoniemen: Anthomyia hyoscyami, Chortophila chenopodii of Pegomya chenopodii) is een vlieg uit de familie van de Anthomyiidae (Bloemvliegen). Deze vlieg legt zijn larven in rode biet, spinazie of snijbiet, meestal rond de periode april-mei. 